# Biblioteca di geoscienze
La Biblioteca di geoscienze è una biblioteca scientifica che si trova a Padova in via Gradenigo 6. Dal 2003 la biblioteca fa parte delle biblioteche afferenti al Polo di Scienze dell'Università degli Studi di Padova. La biblioteca possiede un ingente patrimonio librario, costituito da periodici, volumi monografici, una collezione di volumi antichi-rari antecedenti il 1830, quattro raccolte di miscellanee, raccolta di tesi di laurea e di tesi di dottorato, collezioni cartografiche.

## Storia
Le principali fasi che hanno portato alla costituzione del Dipartimento e della relativa biblioteca hanno radici profonde che risalgono agli studi dei naturalisti che frequentavano l'Università di Padova, come il religioso domenicano Alberto Magno (1206-1280) o Gerolamo Fracastoro (1476-1553), che aprì una via nuova sull'interpretazione dei fossili. Ma fu dal XVII secolo che illustri studiosi operarono con intenso fervore per dare maggior prestigio all'insegnamento della geologia a Padova.
Nel 1869 il prof. Giovanni Omboni (1829-1910), venuto a Padova per ricoprire l'insegnamento di mineralogia e geologia, formò il primo modesto nucleo della biblioteca geologica, donando le collezioni librarie di sua proprietà e la raccolta privata di libri e di carte geologiche del barone Achille De Zigno (1813-1892), acquistate dopo la sua morte assieme alla collezione dei fossili.
Dal 1909 Giorgio Dal Piaz iniziò anni di lavoro per trovare dei locali adeguati agli Istituti e ai musei nascenti con proposte e richieste di finanziamento al Ministero e all'Università. Con il sopraggiungere della prima guerra mondiale sorsero inevitabilmente molte difficoltà per l'attuazione di tale progetto. Dopo alcuni anni dalla fine della guerra, nel 1932 la Scuola degli Ingegneri si trasferì dall'antico edificio di Palazzo Cavalli in un edificio situato nella zona del Portello. Fu l'occasione eccezionale per trasferire l'Istituto di Geologia con annesso Museo nella sede di Palazzo Cavalli.
Nel 1988 l'Istituto e Museo di Geologia, Paleontologia e Geologia Applicata e l'Istituto di Fisica Terrestre e Geodesia confluirono nel Dipartimento di Geologia, Paleontologia e Geofisica e la biblioteca accorpò le collezioni bibliografiche dei due istituti.
Dal 1º gennaio 2007 il Dipartimento di Geologia, Paleontologia e Geofisica e il Dipartimento di Mineralogia e Petrologia sono confluiti nell'attuale Dipartimento di Geoscienze.
Palazzo Cavalli fu la sede storica dell'istituto con annesso museo fino al 2010, anno in cui, sotto la direzione del prof. Domenico Rio, si attuò il trasferimento definitivo del Dipartimento di Geoscienze nel nuovo edificio (progettato dagli architetti Camillo Bianchi e Giorgio Garau) vicino all'antica Porta Ognissanti (comunemente detta Porta Portello), lasciando libere le sale per l'ampliamento del museo stesso.

## Fondi e cataloghi

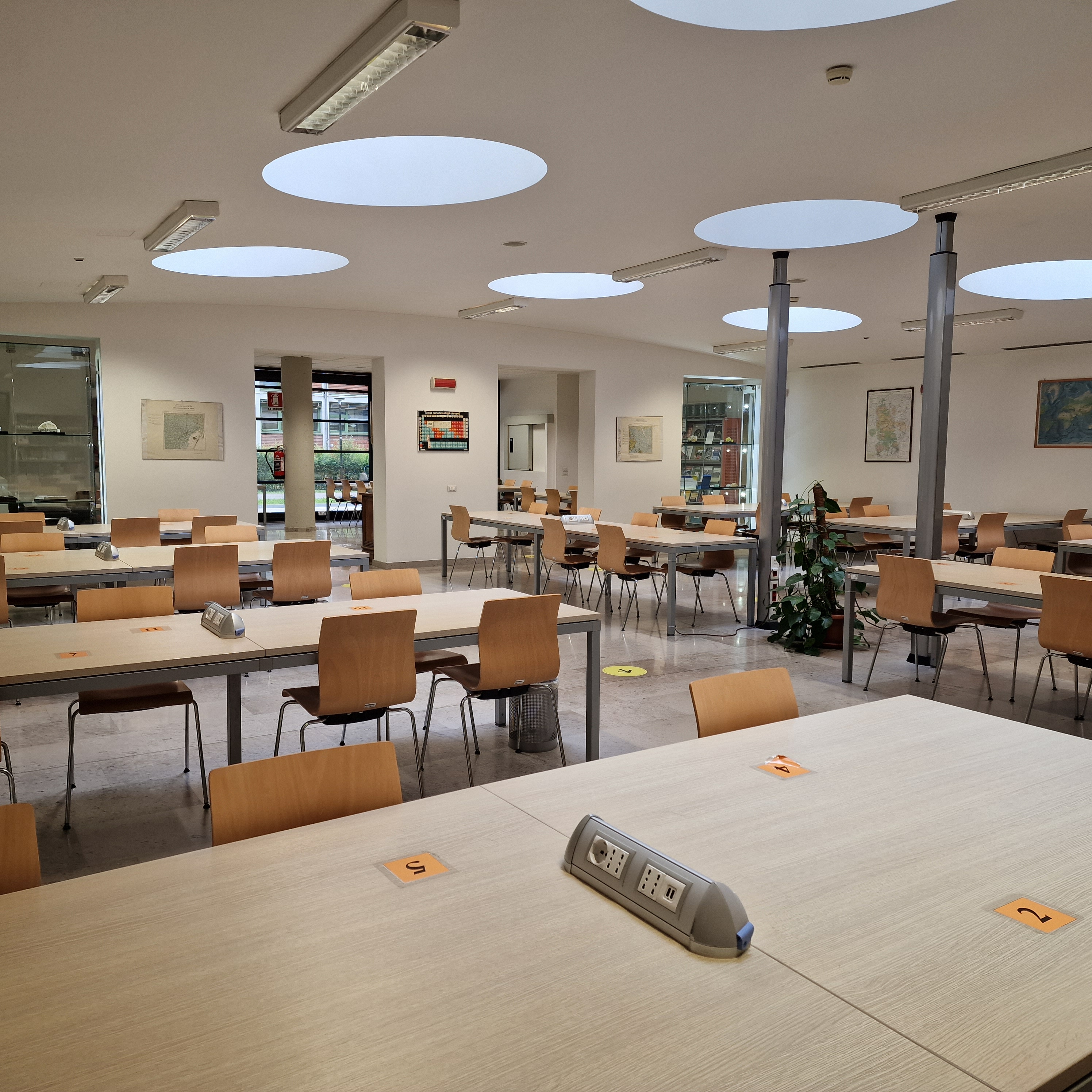
sala lettura

La biblioteca annovera tra le proprie collezioni il materiale documentario donato dal prof. Giorgio Dal Piaz (1872-1962) e confluito nell'omonimo fondo. Anche il figlio di quest'ultimo, il prof. Giovan Battista Dal Piaz (1904-1995) ha donato alla biblioteca la propria collezione composta da testi, carte e miscellanee. Sono di particolare rilevanza storica e scientifica i fondi del prof. Giovanni Omboni (in parte già del barone Achille De Zigno) e del prof. Luigi De Marchi composti da miscellanee di prevalente interesse geofisico. La biblioteca dispone di un patrimonio di circa 200 volumi antichi per la maggior parte stampati nei secoli XIX e XVIII, in prevalenza di carattere paleontologico. Attualmente, la biblioteca può vantare un patrimonio librario che comprende oltre 17 000 monografie e 2000 riviste. All'interno dei locali bibliotecari una sala è dedicata alla Cartoteca nella quale sono conservate oltre 19 000 carte geologiche e topografiche, alcune delle quali risalenti al secolo XIX. Le risorse bibliotecarie sono accessibili attraverso il discovery del Sistema Bibliotecario Padovano. La biblioteca ha digitalizzato e reso pubblico parte del suo patrimonio antico e di pregio attraverso la piattaforma Phaidra. 
Dal 2021 è attivo il portale Mapfly che permette la ricerca nel web su base geografica di quasi 30 000 carte geotematiche e geografiche conservate presso l'Ateneo di Padova e fornisce lo scarico della loro riproduzione digitale, quando lo consentono i diritti, principalmente per la cartografia storica.
Per valorizzare le proprie collezioni, il personale bibliotecario promuove iniziative di terza missione a beneficio della cittadinanza